# Ferdinando Maestri
Ferdinando Maestri, nome completo Pietro Agostino Ferdinando Maestri (Sala Baganza, 6 luglio 1786 – Torino, 10 novembre 1860), è stato un patriota e politico italiano, che ricoprì l'incarico di senatore del Regno di Sardegna.

## Biografia
Iniziò gli studi nel seminario di Parma e li concluse a Genova, dove si laureò in giurisprudenza nel 1812. Nel 1811 si era messo in luce con la Società dei Filomati per un'apprezzata ode in occasione della nascita del "Re di Roma".
Nel 1816 è nominato professore di economia politica all'Università di Parma (in seguito lo fu anche di diritto civile). In quell'anno sposa la diciottenne Adelaide Tommasini, figlia del medico Giacomo Tommasini, dalla quale ebbe i figli Clelia e Tullio. L'ammirazione che aveva avuto per Napoleone Bonaparte lo portò dapprima a guardare con moderata simpatia ai movimenti carbonari che andavano diffondendosi tra gli intellettuali. Quando però il duca di Modena Francesco d'Este, cugino di Maria Luigia, imprigionò i carbonari modenesi, estorse loro i nomi di dodici affiliati di Parma tra cui il Maestri.  Il 24 aprile 1822 ne fu ordinata l'incarcerazione assieme a Jacopo Sanvitale e ad altri. Proclamandosi innocente con una lettera inviata alla duchessa Maria Luigia, si costituì però spontaneamente alla polizia ducale.
Nel processo ribadì la sua estraneità a ogni tentativo sedizioso e la sentenza del 29 aprile 1823 lo assolse assieme agli altri imputati. Il pubblico ministero fece ricorso ma il 20 maggio dello stesso anno il supremo Tribunale di Revisione confermò l'assoluzione. Per un certo tempo non fu però reintegrato nelle sue funzioni di docente universitario, che riebbe solo in settembre 1825, quando gli fu affidata la cattedra di Diritto Civile.
Per quanto il suo ruolo nei moti del 1831 a Parma sia ritenuto marginale, fu accusato di essere uno sostenitori e gli fu tolto l'incarico di docente. Secondo Giovanni Mariotti andò in esilio in Piemonte, ma più probabilmente restò a Parma a esercitare la professione di avvocato; libero dall'insegnamento, ebbe la possibilità di muoversi per l'Italia a tenere discorsi ai Congressi delle Scienze che si svolsero in varie città. Continuò a frequentare gli ambienti letterari e fu legato da amicizia con Giacomo Leopardi, col quale scambiò una fitta corrispondenza.
Nel 1848 gli fu affidato il compito onorifico di portare a Carlo Alberto di Savoia i risultati del plebiscito che sanciva l'annessione di Parma al Regno di Sardegna. Il 6 giugno fu nominato senatore del regno, assieme con Luigi Sanvitale e Giambattista Niccolosi. Il fallimento della prima guerra d'indipendenza segnò la fine di ogni suo rapporto diretto con Parma, perché al ritorno dei Borbone fu condannato insieme con altri membri della Reggenza a rimborsare alle casse ducali le somme spese durante il Governo Provvisorio. Divise i propri impegni tra l'ufficio di senatore e la partecipazione a importanti congressi nazionali e internazionali. La Camera Alta lo elesse segretario dal 1849 al 1852 e divenne poi Consigliere di Stato e Commendatore Mauriziano.
Ritornò a Parma, per visitarla, soltanto dopo il 1859, ricevendo straordinarie accoglienze.
Oltre che di Tommasini e di Leopardi, Ferdinando Maestri fu grande amico di Pietro Giordani, Felice Romani e Silvio Pellico.
A Parma gli è intitolata una via del centro storico, terza laterale a sinistra di via Farini.

## Incarichi di Governo
Altri Stati:
- Membro del Governo provvisorio (Parma) (1848)